# Möserer See
Der Möserer See ist ein knapp 3 ha großer See oberhalb des Ortes Mösern in der Gemeinde Telfs in Tirol.

## Lage und Entstehung
Der See liegt auf 1284 m ü. A. in einer Felswanne, die mit Moränenschutt ausgekleidet ist. Diese Wanne ist Teil mehrerer Furchen, die parallel zum Inntal verlaufen, und vermutlich vom Inntalgletscher in der letzten Eiszeit geformt wurden. Im Gegensatz zu den nahegelegenen Wildmoos- und Lottensee, die nur episodisch auftreten, ist er ständig vorhanden. Der See ist ganz von Wald umgeben, in der Mitte befindet sich eine kleine Insel. Der Abfluss erfolgt am südlichen Ende über den Mösererseebach, der steil ins Inntal abfällt und zwischen Telfs und Pettnau in den Inn mündet.

## Geschichte und Nutzung
Der See wird erstmals 1500 im Fischereibuch Kaiser Maximilians I. erwähnt.
Im Jahr 2008 wurde der See, der sich zuvor in Privatbesitz befand, mit angrenzenden Waldflächen von der Gemeinde Telfs um 2 Millionen Euro gekauft.
Wegen seiner landschaftlich reizvollen Lage ist er als Ausflugsziel beliebt, ein Wanderweg führt rund um den See, am östlichen Ufer befindet sich ein Ausflugsgasthof. Er wird gern als Badesee genutzt und erreicht im Sommer Temperaturen um 20 °C, fallweise bis zu 25 °C.

## Flora und Fauna
Der Möserer See bietet einen Lebensraum für verschiedene Tier- und Pflanzenarten, darunter das Große Granatauge und den Edelkrebs. Er dient auch als Brutplatz für verschiedene Wasservögel.
Zu den vorkommenden Pflanzenarten am und im See gehören unter anderem Fieberklee, Gewöhnliche Moosbeere, Gewöhnlicher Wasserschlauch und Schlankes Wollgras.
An der Südseite des Sees findet sich eine kleine Gruppe der Rostbraunen Alpenrose, die früher einen 50 m breiten Streifen rund um den See bedeckte. Diese Alpenrosenbestände wurden 1942 zum Naturdenkmal erklärt.

## Galerie

Der Möserer See im Winter
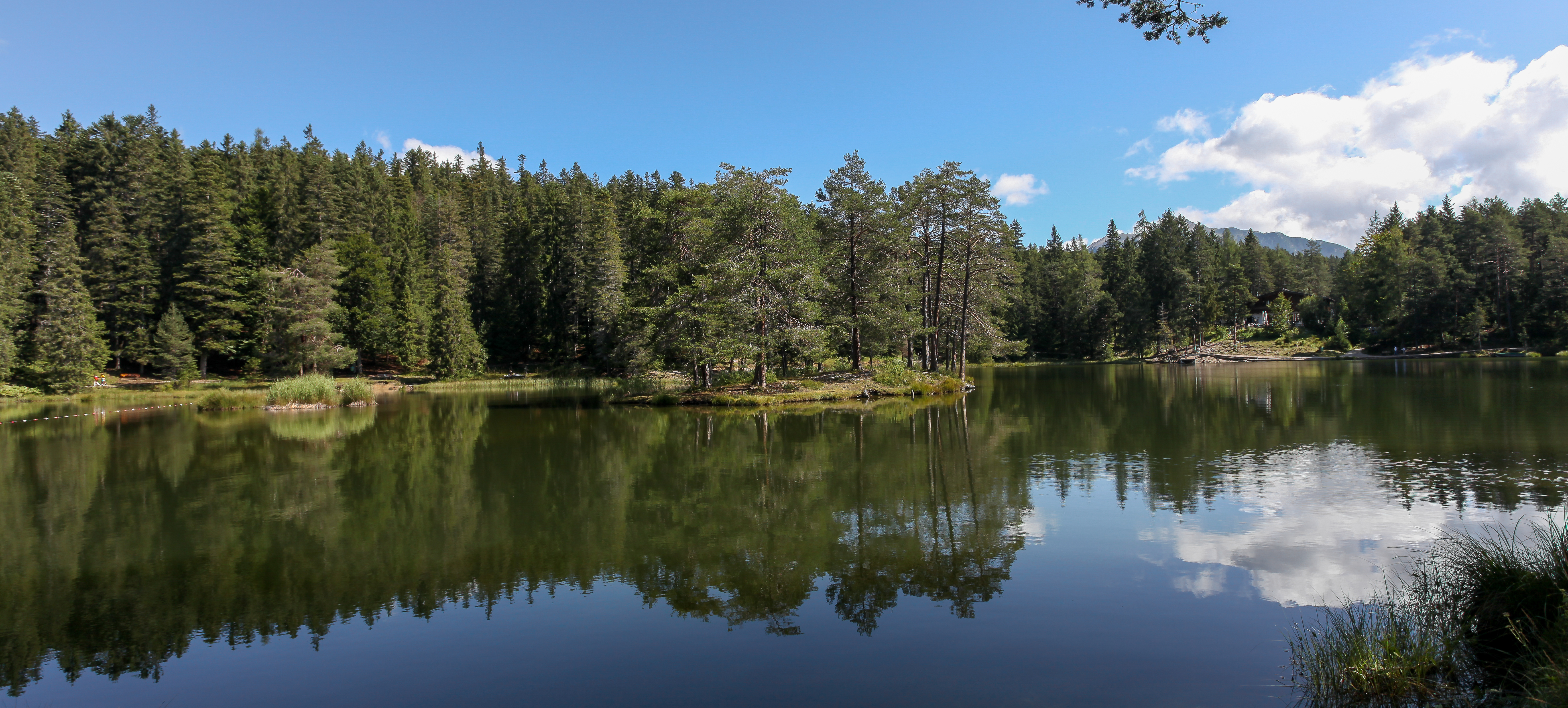
Panorama
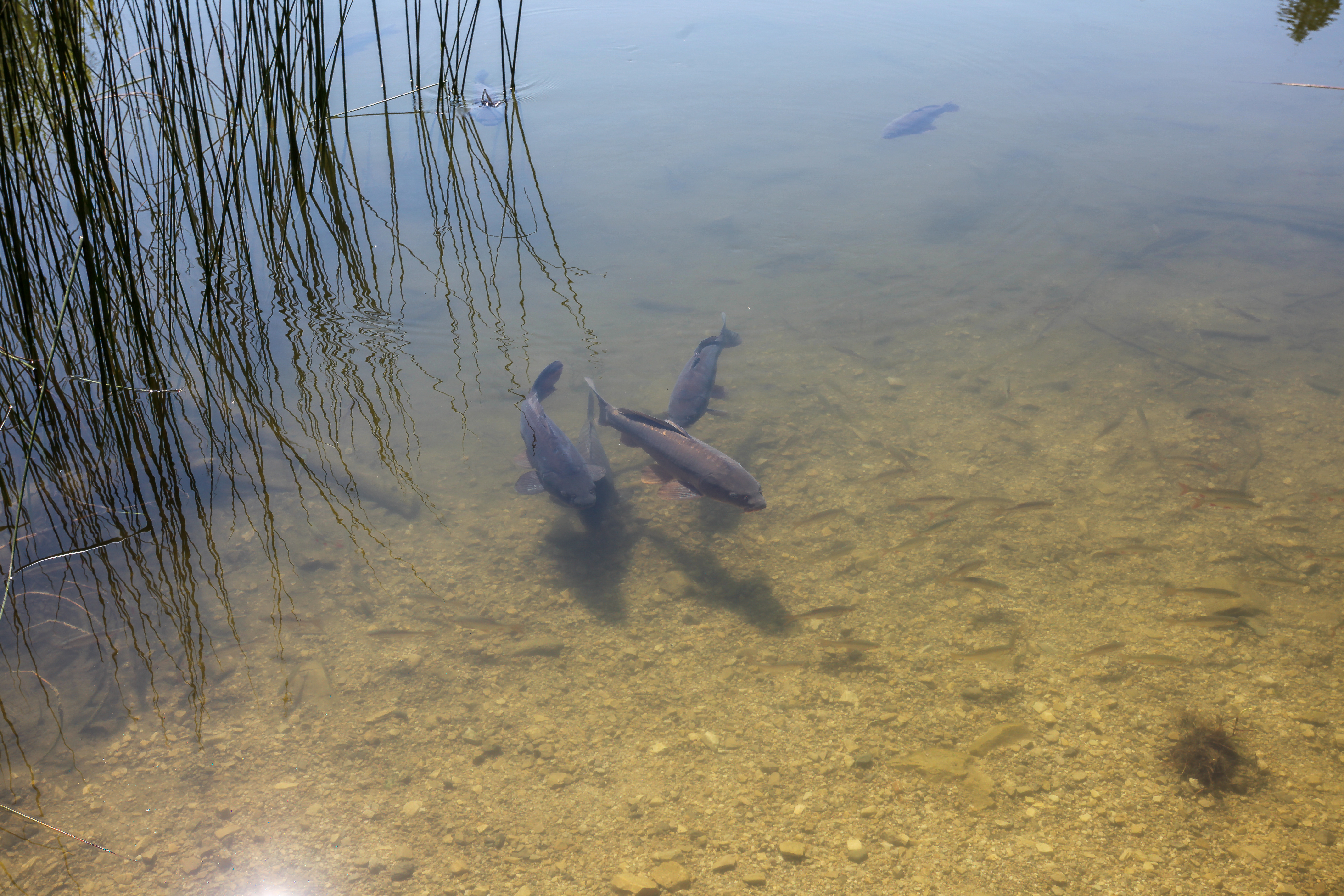
Fische im See